# Albert von Le Coq
Albert von Le Coq (Berlín, 8 de septiembre de 1860 - ibídem, 21 de abril de 1930) fue un arqueólogo, sinólogo y explorador alemán del Asia Central.

## Vida

### Juventud
Nacido en una rica familia de hugonotes comerciantes de vino, Albert von Le Coq fue expulsado de la escuela por un grave hecho que nunca trascendió, dado que estaba destinado a continuar el negocio familiar. Siendo un colegial, a los 21 años fue enviado a Londres y a los Estados Unidos para adiestrarse a tal efecto. Allí estudió también Medicina (lo que le resultaría útil en más de una ocasión). A los 27 regresó al Deutsches Reich para unirse a la firma «A. Le Coq» de Darmstadt, fundada por su abuelo. El trabajo le interesaba bien poco, y 3 años más tarde vendería el negocio.
Se trasladó a Berlín, donde estudió árabe, turco y persa en la Escuela de Lenguas Orientales, y sánscrito con el especialista Pischel. A los 42 años de edad, en 1902, se incorporó al departamento de arte indio del Museo Etnológico de Berlín —al principio como voluntario no remunerado—, justo en el momento en que su director, Albert Grünwedel, preparaba la primera expedición alemana a Asia Central.

### Primer viaje al Turquestán chino

#### La Segunda Expedición Alemana
En septiembre de 1904, por enfermedad de Grünwedel y muerte de Huth, estuvo al frente de la segunda expedición alemana al Turquestán. La expedición, compuesta únicamente por Theodor Bartus y el propio Le Coq. dirigió primero a San Petersburgo, donde el gobierno del zar Nicolás les concedió los permisos necesarios para atravesar Siberia y el Turquestán ruso. Tomaron el Transiberiano hasta Omsk, remontaron el río Irtysh en barco hasta Semipalatinsk, y desde allí en carvana hasta Bakhty, Ürümqi y Turfán. El viaje fue problemático debido a las dificultades para transportar casi una tonelada de equipaje.
Llegados a Turfán, el pueblo les dispensó una grata bienvendida, debido al buen recuerdo dejado por la expedición de Günwedel del año anterior. El 18 de noviembre de 1904 comenzaron a excavar la antigua ciudad de Karakhoja, donde realizaron importantes hallazgos, incluyendo arte y manuscritos maniqueos, y budistas, muchos cn una clara influencia helenística, e incluso una iglesia nestoriana de estilo bizantino. Le Coq estimaba que los descubrimientos hubieran sido mayores de haberse excavado el lugar antes, ya que recientemente habían sido destruidos numerosos manuscritos, arrojados al río por los campesinos supersticiosos o echados a perder por el agua que se filtraba de las canalizaciones de riego. Las condiciones de la excavación fueron muy duras, tanto por el clima extremado como por el acoso constante de los lugareños, que acudían en busca de cura para sus enfermedades.
Temiendo ser sustituido por Gründewel antes de labrarse una reputación, Le Coq desobedeció sus órdenes de no excavar en los yacimientos más ricos, y se dirigió a las cuevas de Bezeklik. Allí los dos alemanes encontraron un verdadero tesoro de obras de arte y manuscritos. Muchas figuras murales tenían un aspecto sorprendentemente europeo. Según Le Coq, las figuras con ojos azules, pelo rojo y espadas cruciformes que vio en los frescos conservados en el Turquestán le recordaban al arte franco: «Tanto más asombrosas son las representaciones de hombres pelirrojos y de ojos azules con caras de pronunciados rasgos europeos. Vínculo a esta gente con el idioma ario hallado en manuscritos por esta región ... Esta gente pelirroja llevaba ligas colgando de sus cinturones... ¡una notable peculiaridad etnológica!» Los alemanes extrajeron los frescos de las paredes con mucho cuidado y los embalaron sin que sufrieran desperfectos.
Mientras Le Coq transportaba el inmenso botín obtenido a Urumqi, envió a Bartus a inspeccionar el yacimiento de Shuipang, de donde volvió con un tesoro de manuscritos paleocristianos. En total reunieron una inmensa colección de artefactos, pinturas y manuscritos, que ocuparon 103 cajas. A continuación hicieron un placentero viaje a Hami, decepcionante desde el punto de vista arqueológico, mientras su tesoro atravesaba Siberia rumbo a Berlín. Luego se instalaron en el consulado británico de Kashgar a la espera de la llegada de Grünwedel, que llegaron el 6 de diciembre de 1905, enfermo y con un retraso de siete semanas.

#### La Tercera Expedición Alemana
Tras pasar las navidades en Kashgar, emprendieron una nueva campaña arqueológica. Examinaron brevemente las ruinas de Tumchuq (que serían excavadas por el francés Paul Pelliot) y se dirigieron a la región de Kucha, centro del antiguo Reino de Lucha, descrito con detalle por el viajero chino Xuanzang en el siglo VII. Allí encontraron nuevos murales y se encontraron con una misión arqueológica rusa a cargo de los hermanos Berezovsky, faltando poco para que llegaran a las manos. Viendo que los rusos no tenían medios para llevarse los murales, les cedieron graciosamente los yacimientos, y se dirigieron a Kyzil, zona mucho más rica. Allí encontraron unas pinturas murales que consideraron el culmen del arte centroasiático, las piezas más bellas e importantes que obtuvieron en sus campañas, en un magnífico estado de conservación.
La misión en Kucha no estuvo exenta de peligros: los terremotos y las constantes avalanchas de piedra y arena estuvieron a punto de acabar con la vida de los alemanes en varias ocasiones. Además, estaba el problema de la rivalidad entre Le Coq y Grünwedel. El primero lamentaba haber perdido el mando de una misión tan fructífera en favor del segundo, a quien admiraba como erudito pero consideraba un mal jefe para una expedición de este tipo. Además, estaba el problema de que Le Coq pretendía despojar a los yacimientos de todos sus artefactos —en especial de las pinturas murales— para evitar su destrucción, mientras que Grünwedel se oponía a lo que consideraba un pillaje sistemático y una exploración superficial de los yacimientos, pretendiendo dedicar a cada uno mayor tiempo para estudiarlo científicamente, lo que retrasaba la expedición.
La tensión era cada vez mayor, y la salud de Le Coq se deterioraba, por lo que, finalmente, en julio de 1906 se decidió a volver a Europa con sus tesoros, para evidente alivio de Grünwedel.

### Últimos años
Le Coq perdió a su único hijo en la Primera Guerra Mundial, y la hiperinflación lo dejó en la ruina. Durante la Segunda Guerra Mundial, buena parte de los tesoros que reunió en el Museo Etnológico de Berlín fueron destruidos por los bombardeos estadounidenses y otra parte tomada como botín de guerra por los soviéticos.

## Obras
- Choros Zaturpanskij (i.e. A. v. Le Coq): Reisewege und Ergebnisse der deutschen Turfanexpeditionen. in: Orientalisches Archiv. Hiersemann, Leipzig, 3.1912, 116-127.
- Die buddhistische Spätantike in Mittelasien Dietrich Reimer, Berlín 1922. Die Werke sind über Links erreichbar.
- Chotscho, Dietrich Reimer, Berlín, 1913.
- Auf Hellas Spuren in Ostturkistan. Berichte und Abhandlungen der II. und III. Deutschen Turfan-Expedition. Leipzig, 1926.
- Von Land und Leuten in Ostturkestan. Berichte und Abenteuer der 4. Deutschen Turfanexpedition. Hinrichs'sche Buchhandlung, Leipzig, 1928.